# Andrea Barnó
Andrea Barnó San Martín, född den 4 januari 1980 i Estella, Spanien, är en spansk handbollsspelare.

## Klubblagskarriär
Andrea Barnó debuterade i spanska damligan säsongen 2003/2004 med Sociedad Deportiva (SD) Itxako där hon sedan spelade hela sin elitkarriär. Med Itxako vann hon ett silver i Champions League 2011. På grund av den spanska ekonomiska krisen hittade hon efter OS i London 2012 inte en ny klubb då Itxako lades ner och avslutade då sin karriär.

## Landslagskarriär
Barnó debuterade i landslaget den 31 maj 2008 i Gijón i Spanien. Hon var samma år med i Spaniens lag vid Europamästerskapet i handboll för damer 2008, där det spanska laget nådde finalen, efter att ha besegrat Tyskland i semifinalen. Hon spelade också i VM 2009 och i EM 2010. Hon deltog också vid världsmästerskapet i handboll för damer 2011 i Brasilien, där det spanska laget vann bronsmedaljen. Hon var också en del av det spanska laget som vann OS-brons i damernas turnering i samband med de olympiska handbollstävlingarna 2012 i London.